# Магалашвили

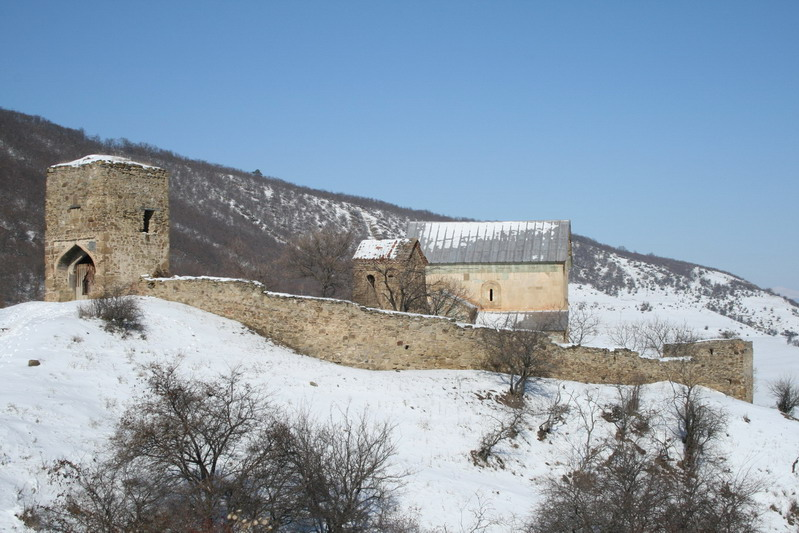
Семейная церковь и замок Магалашвили ("Maghalaant complex") в Шида-Картли.

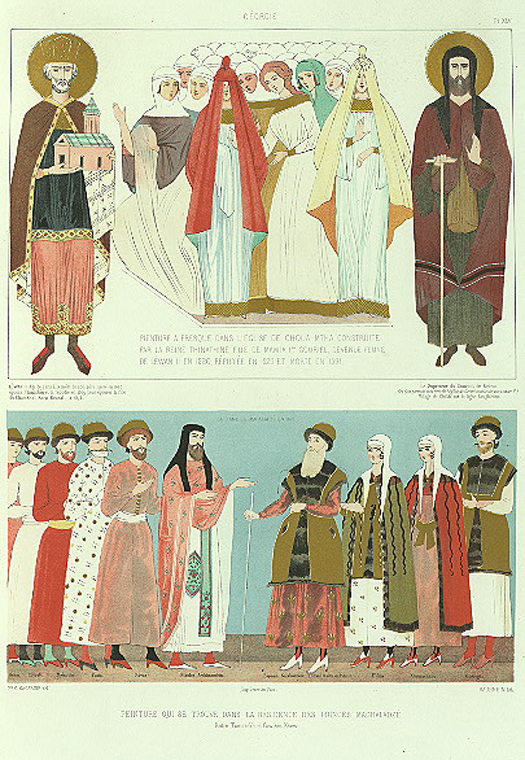
Фреска из семейной церкви Магалашвили, созданная князем Григорием Гагариным, 1847

Магалашви́ли (верс. Магалишвили, Маѓаловы, груз. -მაღალაშვილი, англ. Magalashvili, Maghalashvili, франц. Maghalachvili) — российско-грузинский княжеский род.
Согласно исследованиям Туманова К. Л., это потомки ветви средневекового дома Мхаргрдзели / Гагели, принадлежащей к династии Карин-Пахлевидов, одного из семи Великих домов Персии, считающейся ответвлением императорского дома Аршакидов. Причислены к князьям Российской империи согласно указам 1783 и 1850 годов. Записаны в списки Иберийских князей 24 июля 1783 года. Русское написание Магаловы (англ. Magaloff) — с 1850 года, на основе трактата от 1783 года.
По одной из версий фамилия Магалашвили происходит от местности «Гаги» (Гагское княжество), отсюда наименование Гагели. По другой версии фамилия Магалашвили происходит от грузинского слова "магали" (მაღალი), что в переводе означает как "высокий".
Согласно Грузинской генеалогии, созданной Князем Иоанном (1768—1830), Магалашвили пришли в Грузию из Имеретии во времена царя Александра в 1415 году. Царь Александр признал их княжеское достоинство и даровал поместье.
Выдающийся пианист Никита Магалов принадлежал к этому роду.